# Овідіопольська селищна територіальна громада
Овідіопольська селищна територіальна громада — територіальна громада в Україні, у Одеському районі Одеської області. Утворена 17 липня 2020 року в результаті об'єднання Овідіопольської селищної ради із Калаглійською і Миколаївською сільськими радами. Адміністративний центр — с-ще Овідіополь.

## Склад громади
До складу громади входить одне с-ще Овідіополь, села: Калаглія і Миколаївка.